# Гормональная контрацепция
Гормона́льная контраце́пция — метод контрацепции, заключающийся в гормональном подавлении овуляции, основанной на использовании синтетических аналогов женских половых гормонов. Различают оральную контрацепцию (ОК) и пролонгированную контрацепцию (имплантаты и инъекции).

## Классификация гормональных контрацептивов
В зависимости от состава и способа использования современные гормональные контрацептивы подразделяются на следующие группы:
1. Комбинированные эстроген-гестагенные контрацептивы
  - Оральные:
    - монофазные
    - многофазные

  - Парентеральные:
    - инъекции
    - влагалищное кольцо[1][2]
    - пластыри
2. Чисто прогестагенные контрацептивы
  - Оральные:
    - «мини-пили»

  - Парентеральные:
    - имплантаты
    - инъекции
    - внутриматочная гормональная система
    - влагалищные кольца с прогестагеном

## История появления
Первые оральные контрацептивы появились на рубеже 1950—1960-х гг. Первый оральный контрацептив «Enovid» (1959) содержал 0,15 мг местранола и 10 мг норэтинодрела (произведённого впервые Луисом Мирамонтесом).
В последующем метод гормональной контрацепции претерпел значительные усовершенствования, среди которых необходимо выделить следующие:
- во-первых, в комбинированных OK существенно уменьшились дозы гормонов при сохранении высокой контрацептивной надёжности
- во-вторых, синтезированы высокоактивные гормональные средства (этанилэстрадиол, левоноргестрел), а также депо-препараты
- в-третьих, разработаны новые способы введения контрацептивов — мини-пилюли, многофазная оральная контрацепция (или метод step-up), инъекционные препараты и подкожные силастиковые капсулы, наконец, выделены прогестагены третьего поколения — дезогестрел, норгестимат, гестоден;

Уменьшение концентрации гормонов в ОК, а также появление прогестагенов третьего поколения в совокупности способствовали расширению их приемлемости благодаря снижению частоты побочных реакций и осложнений. Более 100 миллионов женщин во всём мире используют гормональный метод предохранения от нежелательной беременности.
В настоящее время метод гормональной контрацепции является довольно надёжным методом предупреждения нежелательной беременности. Индекс Перля равняется 0,3—8), то есть при использовании этого метода, вероятность забеременеть в течение 100 лет составляет от 0,3 до 8 %. Или 0,08 % в год.